# Altlichtenwarth
Altlichtenwarth osztrák község Alsó-Ausztria Mistelbachi járásában. 2021 januárjában 750 lakosa volt. 

## Elhelyezkedése

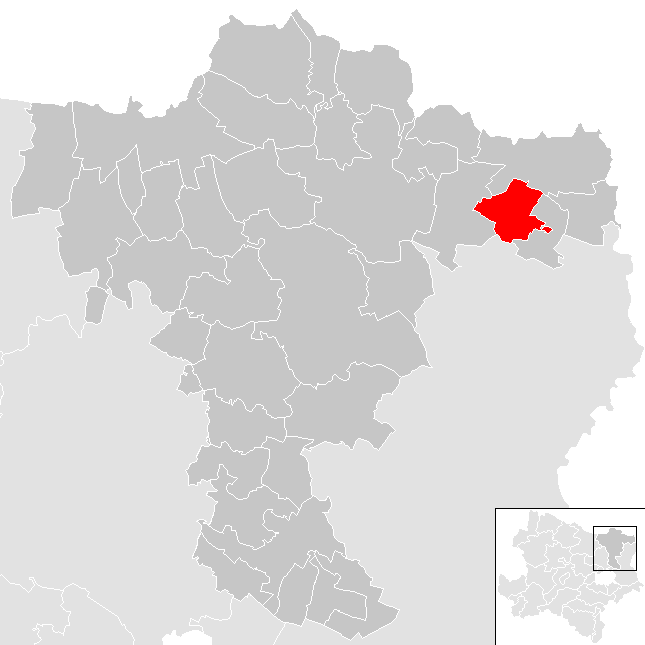
Altlichtenwarth a Mistelbachi járásban

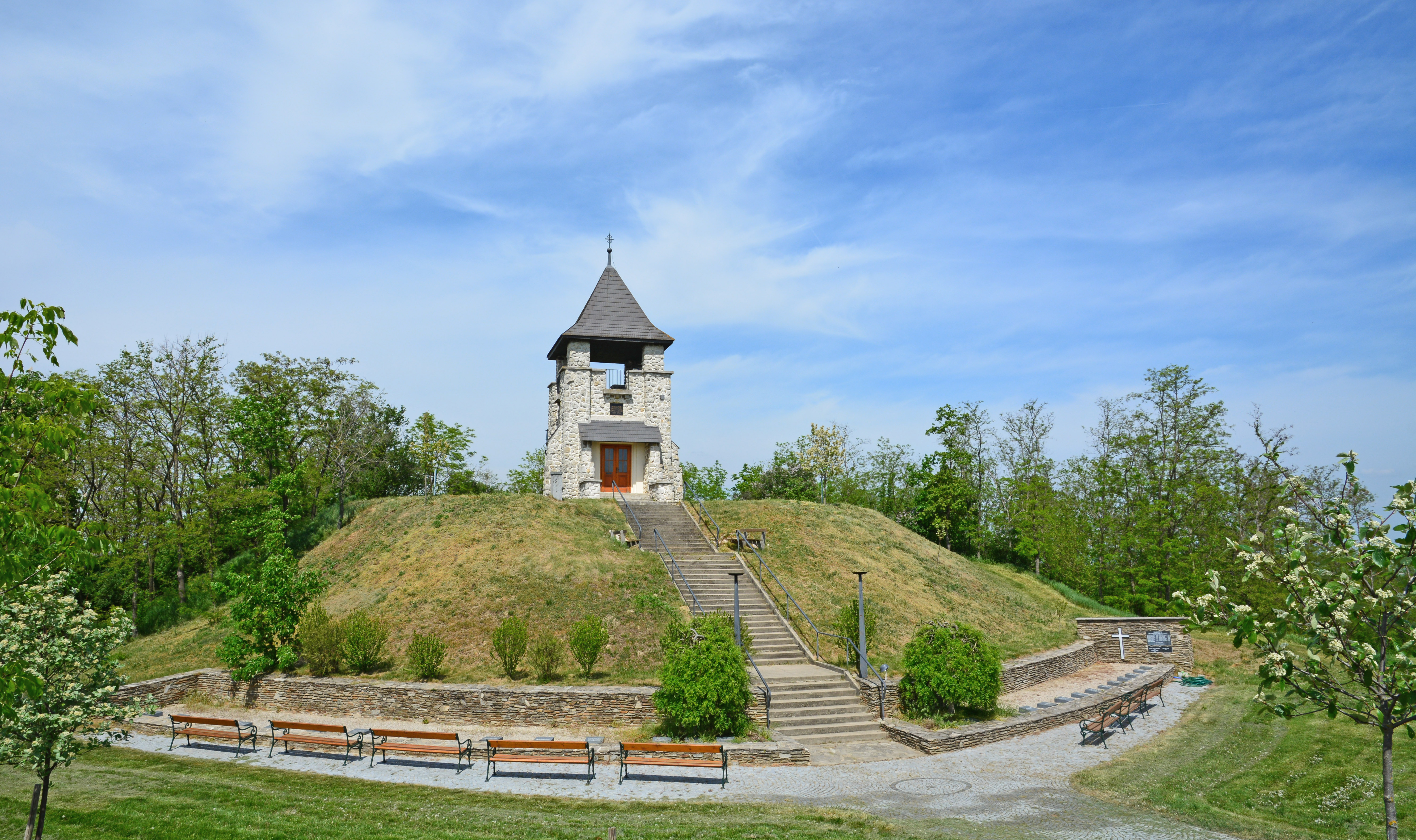
A háborús emlékmű

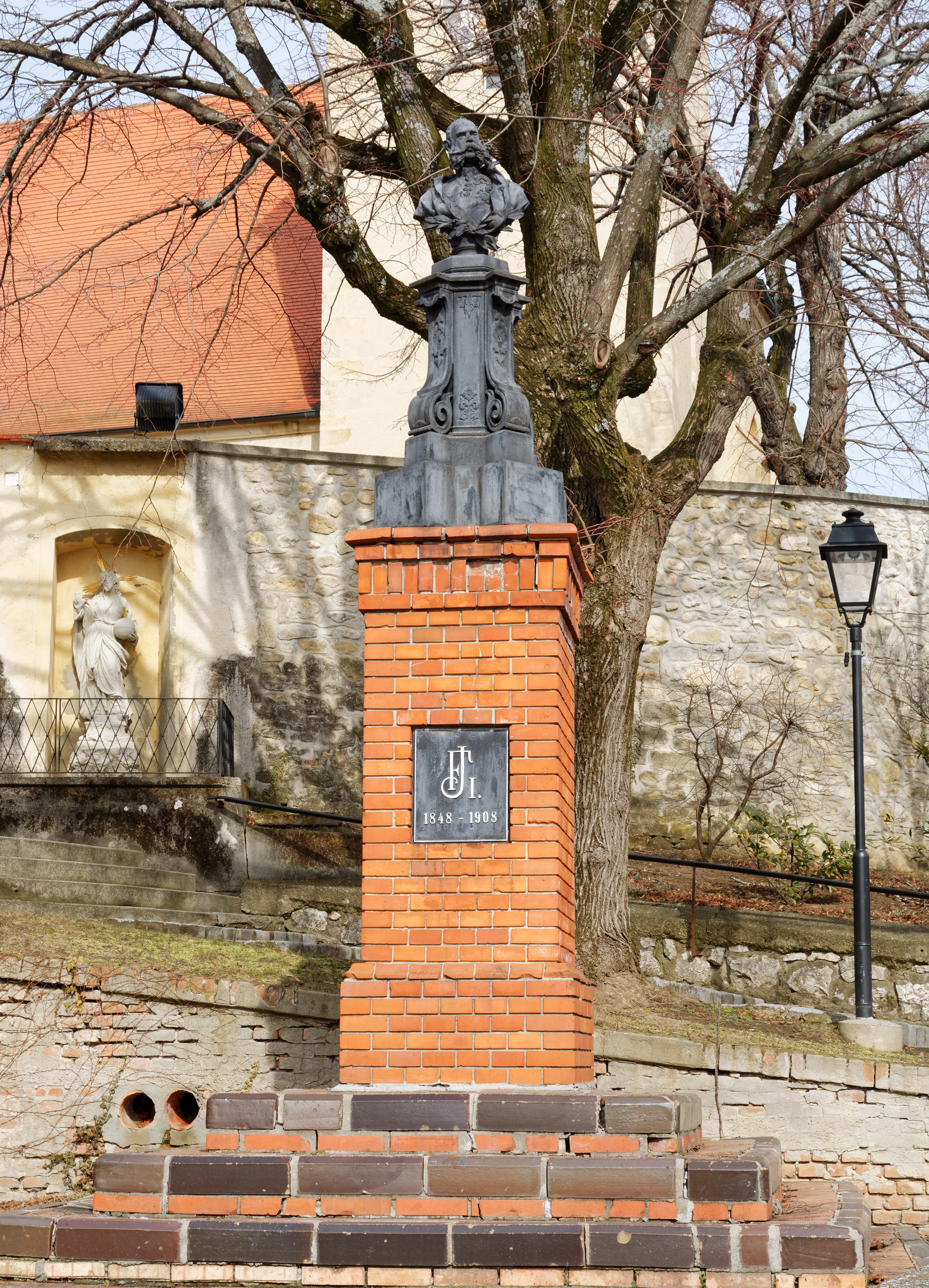
A Ferenc József-emlékmű

Altlichtenwarth a tartomány Weinviertel régiójában fekszik a Weinvierteli-dombság keleti peremén. Területének 3,1%-a erdő, 86,8% áll mezőgazdasági művelés alatt. Az önkormányzathoz egyetlen település és katasztrális község tartozik. 
A környező önkormányzatok: nyugatra Großkrut, északra Bernhardsthal, keletre Hausbrunn, délre Neusiedl an der Zaya, délnyugatra Hauskirchen.

## Története
Altlichtenwarthot 1232-ben említik először (akkor még Liehtenwartként, nevének mai formája 1357-ben szerepel először). A falu a 12. század óta a Liechtensteinek birtokában volt, akik egy várat is építettek a település mellett. 1258-ban I. Heinrich von Liechtenstein pecsétjén Lichtenwarthot is megemlíti a saját nevében.
Bécs 1529-es ostromakor a törökök kifosztották a falut. 1645-ben a harmincéves háború alatt a pestisjárvány 46 lakos életét követelte, de még ebben az évben, valamint 1646-ban a svéd Lennart Torstenson és az erdélyi I. Rákóczi György csapatai összesen 309 altlichtenwarthit gyilkoltak meg. A legenda szerint miután a katonák felprédálták a falut és távoztak, a lakók előbújtak a rejtekeikből és megünnepelték túlélésüket. A katonák azonban meghallották a harangszót, visszatértek és mindenkit lemészároltak a templomban. 1679-ben egy újabb pestis 134 áldozatot követelt. 1706-ban Rákóczi kurucai rabolták ki a falut és öltek meg 77 helyi lakost. 1849-ben egy hónap alatt 103-an (a lakosság kb 10%-a) halt meg kolerában. 
Az első világháborúban 57, a másodikban 74 altlichtenwarthi veszett oda. A második világháború végén, 1945. április 18-án a Vörös Hadsereg harc nélkül elfoglalta a falut és sok nőt megerőszakoltak. Másnap a németek ellentámadást indították és három tankkal, tüzérségi segítséggel kiszorították a szovjeteket, de április 20-án kénytelenek voltak visszavonulni. A harcokban 50 ház teljesen, 40 részlegesen megsemmisült, gyakorlatilag egyetlen épület sem maradt épen. A lakosság a legöregebbek kivételével elmenekült és házaikat teljesen kifosztották. 

## Lakosság
Az altlichtenwarthi önkormányzat területén 2020 januárjában 750 fő élt. A lakosságszám 1951-ben érte el csúcspontját 1393 fővel, azóta csökkenő tendenciát mutat. 2018-ban az ittlakók 91,7%-a volt osztrák állampolgár; a külföldiek közül 1,1% a régi (2004 előtti), 3,8% az új EU-tagállamokból érkezett. 2,9% az egykori Jugoszlávia (Szlovénia és Horvátország nélkül) vagy Törökország, 0,4% egyéb országok polgára volt. 2001-ben a lakosok 92,6%-a római katolikusnak, 4,5% pedig felekezeten kívülinek vallotta magát. Ugyanekkor 5 magyar élt a községben. 
A népesség változása:

| 2016 | 765 |
| 2018 | 769 |

## Látnivalók
- a Szt. Miklós-plébániatemplom
- az 1750-ben emelt Nepomuki János-szobor
- a Ferenc József-emlékmű
- a háborús emlékmű

## Fordítás
- Ez a szócikk részben vagy egészben  az   Altlichtenwarth című német Wikipédia-szócikk ezen változatának fordításán alapul.  Az eredeti cikk szerkesztőit annak laptörténete sorolja fel. Ez a jelzés csupán a megfogalmazás eredetét és a szerzői jogokat jelzi, nem szolgál a cikkben szereplő információk forrásmegjelöléseként.